# Хзарджян, Марта Артиновна
Марта Артиновна Хзарджян, в девичестве — Задыкян (1915 год, Сухумский округ, Кутаисская губерния, Российская империя — дата смерти неизвестна, Гагрский район) — табаковод, звеньевая колхоза имени Берия Гагрского района Абхазской АССР, Грузинская ССР. Герой Социалистического Труда (1949).

## Биография
Родилась в 1915 году в крестьянской семье в одном из сельских населённых пунктов Сухумского округа Кутаисской губернии.
Со второй половины 1940-х годов трудилась рядовой колхозницей, звеньевой табаководческого звена в колхозе имени Берия Гагрского района.
В 1948 году звено Марты Задыкян собрало в среднем по 17,4 центнеров листьев табака сорта «Самсун № 27» с каждого гектара на участке площадью 3 гектара. Указом Президиума Верховного Совета СССР от 3 мая 1949 года «за получение высоких урожаев кукурузы и табака в 1948 году» удостоена звания Героя Социалистического Труда с вручением ордена Ленина и золотой медали «Серп и Молот».
Этим же указом званием Героя Социалистического Труда были награждены председатель колхоза Григорий Алексеевич Гвасалия, агроном Григорий Эрастович Топурия, табаководы Иосиф Хачикович Арзуманян и Николай Георгиевич Ушверидзе.
После выхода на пенсию проживала в Гагрском районе.
Дата смерти не установлена.